# Achmad Nawir
Achmad Nawir (30. června 1912 – 1. dubna 1995) byl indonéský lékař a fotbalista. Hrál za indonéský klub HBS Soerabaja. Byl reprezentantem Nizozemské východní Indie, předchůdce indonéské reprezentace.

## Reprezentační kariéra
Byl kapitánem reprezentace Nizozemské východní Indie. Hrál na Mistrovství světa ve fotbale 1938, kam tým postoupil poté, co reprezentace Japonska odstoupila z kvalifikace. V prvním kole ale Nizozemská východní Indie prohrála 0:6 s Maďarskem. Svůj druhý zápas za reprezentaci odehrál krátce po šampionátu s Nizozemskem (prohra 2:9), šlo o poslední zápas země před získáním nezávislosti.

## Úspěchy

### HBS Soerabaja
- SVB Hoofdklasse: 1935/36, 1936/37, 1937/38, 1940/41

### Individuální
- Men's All Time Indonesia Dream Team dle IFFHS: 2022